# Miernik częstotliwości

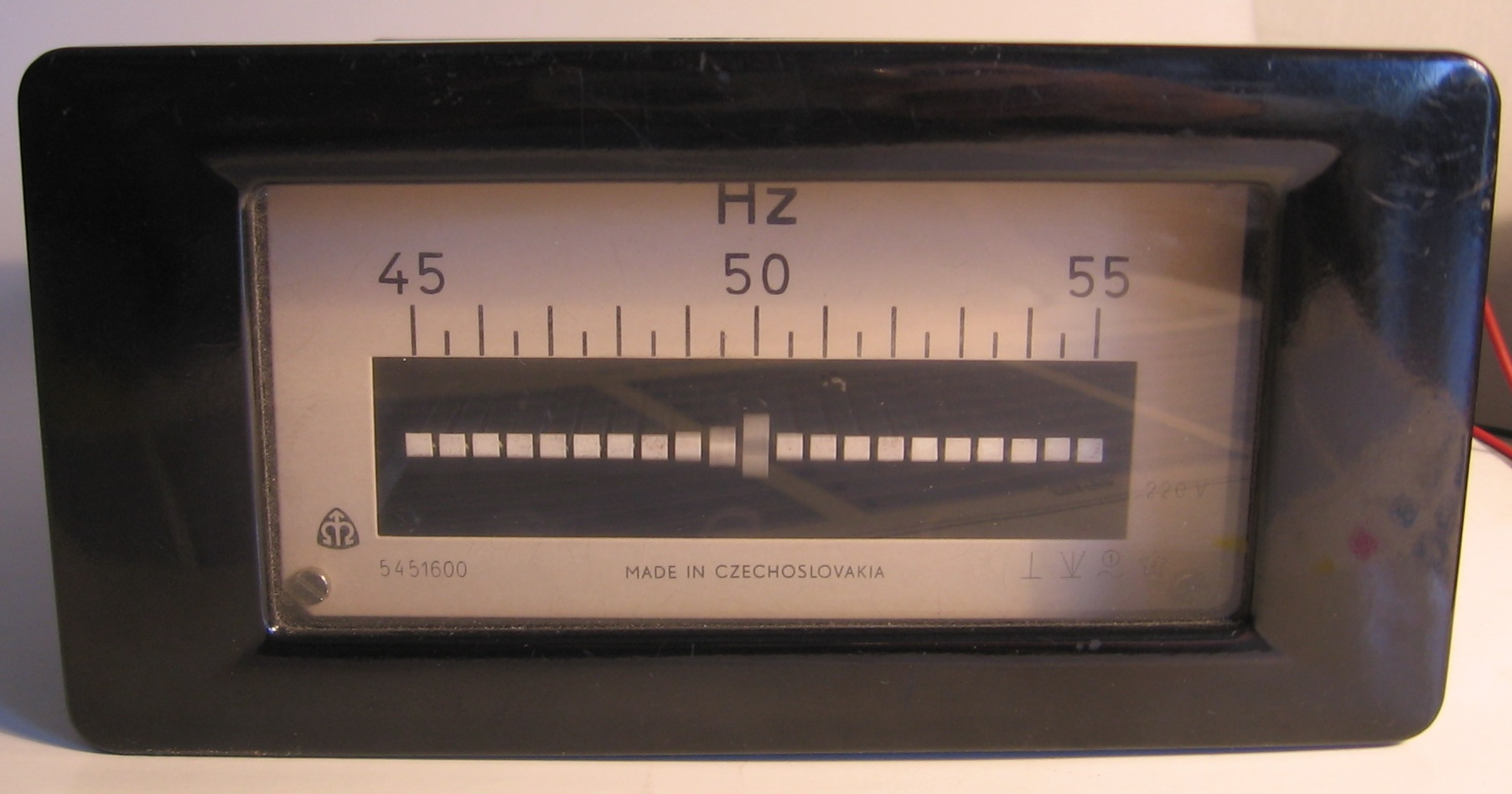
Miernik częstotliwości sieci energetycznej, działający na zasadzie mechanicznego rezonansu drgających sprężynek
na zdjęciu – wynik pomiaru ok. 49,9 Hz

Miernik częstotliwości (także: częstościomierz, częstotliwościomierz) – przyrząd pomiarowy służący do pomiaru częstotliwości drgań elektromagnetycznych lub sprężystych.

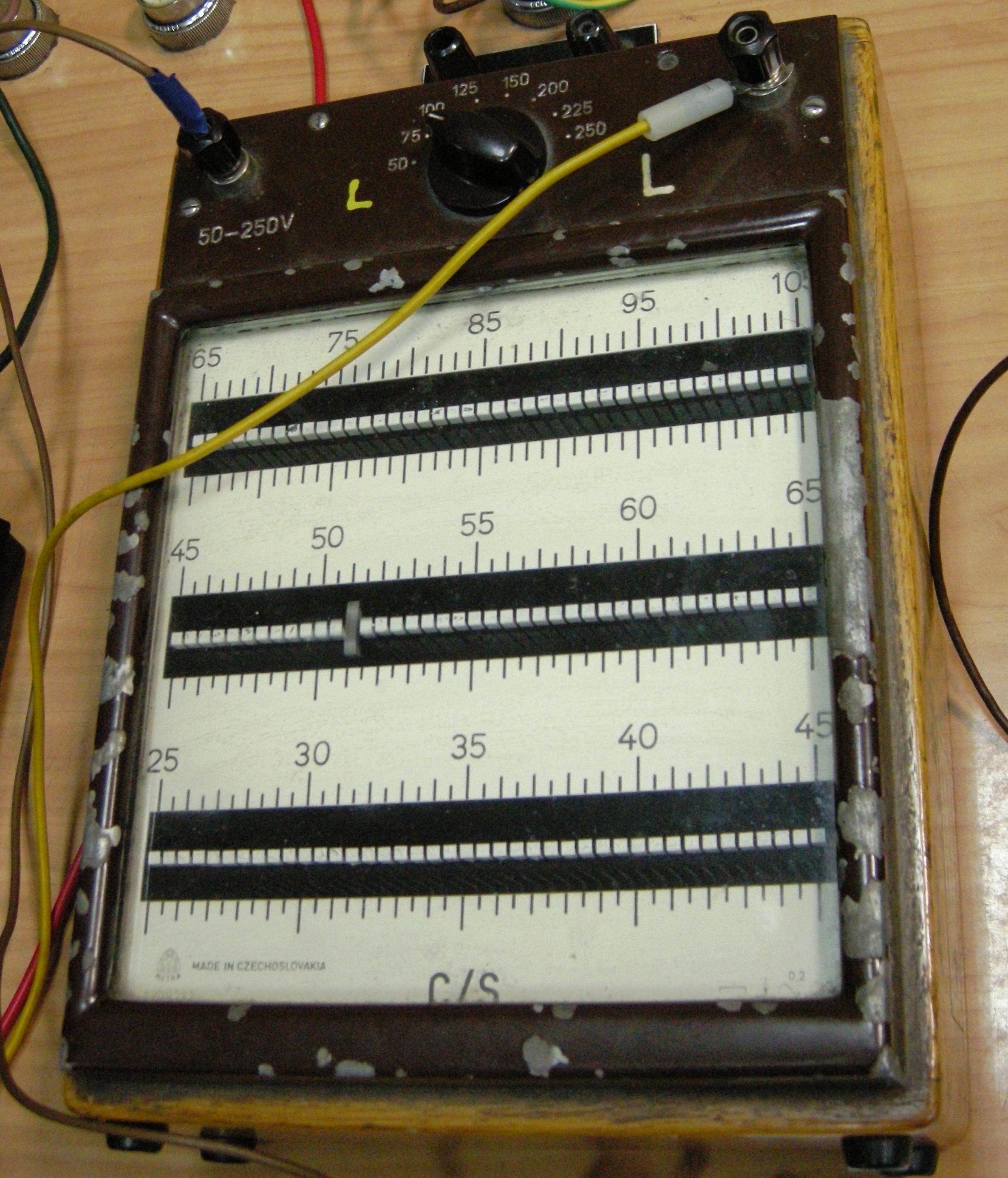
Częstotliwościomierz wibracyjny

W budowie częstotliwościomierza wykorzystane są mechaniczne bądź elektryczne układy rezonansowe, które dostraja się do mierzonej aktualnie częstotliwości. Do pomiaru napięć sinusoidalnie zmiennych wykorzystywane są zazwyczaj urządzenia działające na zasadzie rezonansu elektrycznego (przy niskich częstotliwościach – także rezonansu mechanicznego). Do pomiaru częstotliwości innych sygnałów i impulsów (piłokształtnych, prostokątnych itp.) – częściej różnego rodzaju cyfrowe liczniki.

## Częstotliwościomierz wibracyjny
Typ częstotliwościomierza, którego zasada działania polega na wprawieniu w ruch szeregu stalowych blaszek przymocowanych do wspólnej listwy. Z jednej strony blaszki są zagięte pod kątem prostym i pomalowane na biało stanowiąc wskaźnik do odczytu na tarczy miernika. Częstotliwość drgań poszczególnych blaszek różni się o jeden herc. Blaszki wprawiane są w ruch przez cewkę napięciową zasilaną ze źródła napięcia o badanej częstotliwości. Największą amplitudę drgań wykazują blaszki o częstotliwości drgań własnych będących w rezonansie z częstotliwością drgań wymuszonych.

## Falomierz
Urządzenie które dodatkowo mierzy również długości fali elektromagnetycznej nazywa się falomierzem.
Rodzaje falomierzy:
- rezonansowe, z obwodem rezonansowym dostrajanym do mierzonej częstotliwości (np. Grid Dip Meter),
- interferencyjne, w których występuje generator drgań dostrajany do harmonicznej częstotliwości.